# Aksel Lund Svindal
Aksel Lund Svindal (Lørenskog, 26 de diciembre de 1982) es un deportista noruego que compitió en esquí alpino; dos veces campeón olímpico y cinco veces campeón mundial.

## Trayectoria
Participó en cuatro Juegos Olímpicos de Invierno, entre los años 2006 y 2018, obteniendo en total cuatro medalla, tres en Vancouver 2010, oro en supergigante, plata en descenso y bronce en eslalon gigante, y una de oro en Pyeongchang 2018, en el descenso.
Ganó nueve medallas en el Campeonato Mundial de Esquí Alpino entre los años 2005 y 2019.
En la Copa del Mundo consiguió 36 victorias y 80 podios en total. Ganó la clasificación general de la Copa del Mundo en dos ocasiones: 2007 y 2009.
Fue el abanderado de Noruega en la ceremonia de apertura de los Juegos Olímpicos de Sochi 2014.
En 2007 recibió la Medalla de Oro de Aftenposten. Fue nombrado «Atleta masculino del año» en su país en 2007 y 2019.
Sufrió tres accidentes deportivos en su carrera, en 2007, 2014 y 2016. Se retiró de la competición en 2019, tras ganar su novena medalla en el Campeonato Mundial. Posteriormente, ha competido en carreras de automovilismo, en las Porsche Sprint Challenge, la Copa Porsche Carrera o en el circuito de las 24 Horas de Le Mans, convirtiéndose en embajador de la marca Porsche.
A parte de su carrera deportiva, es un inversor de cuenta propia y administra una empresa que financia startups, que le ha reportado una considerable fortuna.

## Palmarés internacional
| Juegos Olímpicos   | Juegos Olímpicos                  | Juegos Olímpicos  | Juegos Olímpicos |
| Año                | Lugar                             | Medalla           | Prueba           |
| ------------------ | --------------------------------- | ----------------- | ---------------- |
| 2010               | Vancouver (Canadá)                | Medalla de oro    | Supergigante     |
| 2010               | Vancouver (Canadá)                | Medalla de plata  | Descenso         |
| 2010               | Vancouver (Canadá)                | Medalla de bronce | Eslalon gigante  |
| 2018               | Pyeongchang (Corea del Sur)       | Medalla de oro    | Descenso         |
| Campeonato Mundial |                                   |                   |                  |
| Año                | Lugar                             | Medalla           | Prueba           |
| 2007               | Åre (Suecia)                      | Medalla de oro    | Descenso         |
| 2005               | Bormio (Italia)                   | Medalla de plata  | Combinada        |
| 2007               | Åre (Suecia)                      | Medalla de oro    | Eslalon gigante  |
| 2009               | Val d’Isère (Francia)             | Medalla de oro    | Supercombinada   |
| 2009               | Val d’Isère (Francia)             | Medalla de bronce | Supergigante     |
| 2011               | Garmisch-Partenkirchen (Alemania) | Medalla de oro    | Supercombinada   |
| 2013               | Schladming (Austria)              | Medalla de oro    | Descenso         |
| 2013               | Schladming (Austria)              | Medalla de bronce | Supergigante     |
| 2019               | Åre (Suecia)                      | Medalla de plata  | Descenso         |